# 吉原正隆
吉原 正隆（よしはら まさたか、1881年（明治14年）11月5日 - 1926年（大正15年）6月24日）は、明治末から大正期の政治家。衆議院議員（立憲政友会）、貴族院多額納税者議員。位階は正五位。勲等は勲三等。

## 経歴
福岡県三潴郡大川町（現在の大川市）出身。1906年（明治39年）京都帝国大学法科大学経済科を卒業し、さらに大学院で植民政策学を専攻した。
1912年（明治45年）第11回衆議院議員総選挙に出馬し当選。第14回総選挙に至るまで4回連続当選を果たした。その間、野田卯太郎逓信大臣の秘書官を務めた。
1925年（大正14年）福岡県多額納税者として貴族院多額納税者議員に互選され、同年9月29日に就任し、研究会に所属し死去するまで在任した。